# François Jules Hilaire Chambrelent
Jules François Hilaire Chambrelent, né le 17 février 1817 à Saint-Pierre en Martinique et mort le 13 novembre 1893 à Paris, est un ingénieur des Ponts et Chaussées réputé selon la tradition avoir été le « père » de la forêt landaise et l'initiateur de la loi relative à l'assainissement et de mise en culture des Landes de Gascogne de 1857.

## Biographie
Jules Chambrelent est le fils de Louis Théodore Chambrelent (1773-1844), négociant à Senlis avant de s'installer à la Martinique où il a épousé en 1814 Anne Pauline Aimée Lechevalier dont le père était un négociant venu de France.

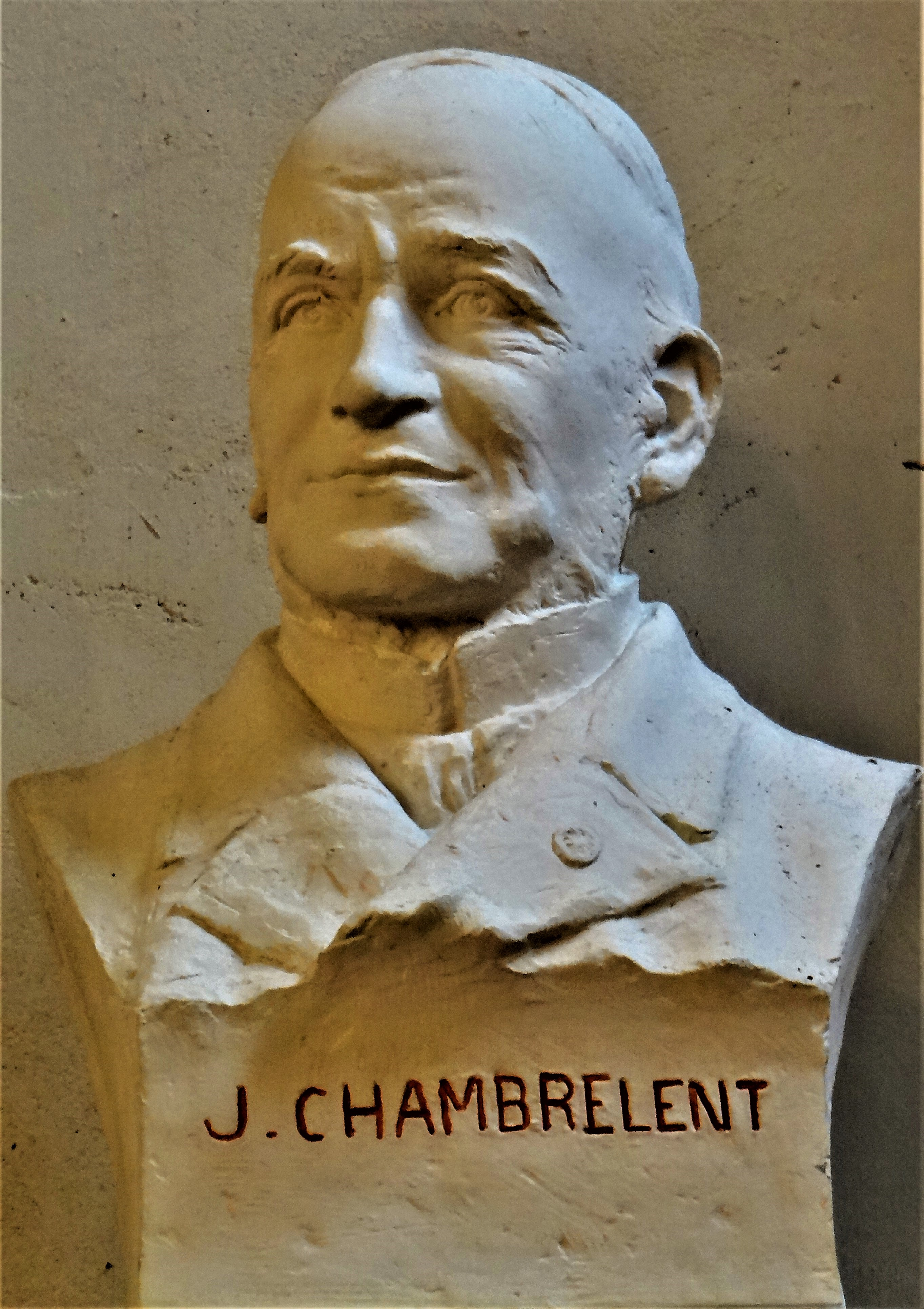
Buste de Jules Chambrelent dans la salle des Illustres de l'abbaye-école de Sorèze

Confié à un armateur, Jules à l'âge de 10 ans et son frère aîné André, 12 ans, rejoignent la Métropole en 1827 pour parfaire leurs études. Ils étudient au collège de Sorèze (Tarn) dès leur arrivée. Il quitte le collège de Sorèze en 1834 et poursuit ses études à Paris, entre à l’École polytechnique à 17 ans (promotion X 1834) puis à l’École nationale des ponts et chaussées. En 1837, il effectue un stage à Bordeaux où il devait y accomplir presque toute sa carrière et rencontre Claude Deschamps (1725-1843) auteur d'un mémoire d'amélioration des Landes de Gascogne écrit en 1832.
À la sortie de l'école des ponts et chaussées, il est nommé élève-ingénieur à Périgueux (Dordogne) puis apprenti-ingénieur à Langon (Gironde) en 1839 où il obtient en 1841 le grade d'ingénieur ordinaire de 2e classe. Il rejoint alors Bordeaux où il est chargé de l'arrondissement ouest au service général sous les ordres de Claude Deschamps  puis sous ceux de Charles-Auguste Droeling (1807- ) jusqu'en 1865.
Il se marie en 1845 à Bordeaux, avec Marie Émery avec qui il a un fils, Arthur Chambrelent (1850-1871). Cette épouse étant décédée, il se marie en 1853, en secondes noces, également à Bordeaux, avec Louise « Eudora » Gras (1826-?) avec laquelle il aura quatre autres fils.

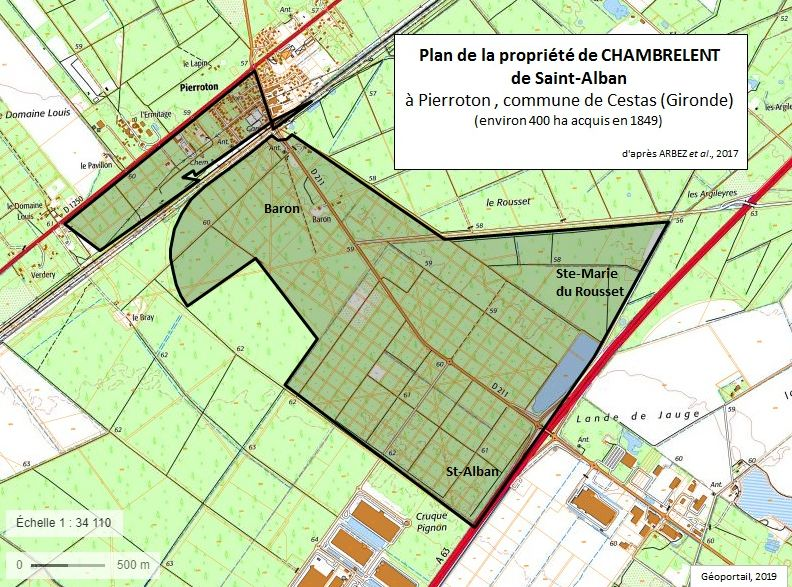
Propriété où Chambrelent expérimenta un réseau d'assainissement dense (noter le quadrillage de fossés espacés de 100 m de côté)

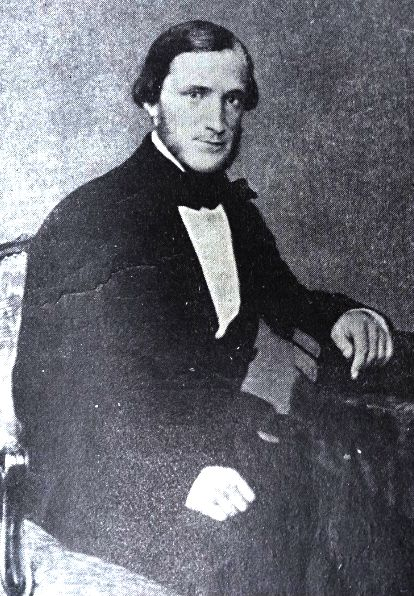
Chambrelent en 1855, au moment de l'Exposition universelle

En 1849 il acquiert une propriété de 500 ha à Saint-Alban sur la commune de Cestas proche de Bordeaux, pour y expérimenter des techniques d'assainissement et de mises en valeur agricole et forestière. Les semis de pin maritime et de chênes qu'il réalise au printemps 1850, donnent de si bons résultats aux bout de 5 ans qu'ils sont récompensés par une médaille à l'Exposition universelle de 1855, et Chambrelent est fait chevalier de la Légion d'honneur par l'Empereur Napoléon III en personne. Fort de ce succès, Chambrelent présente ses travaux à d'autres manifestations et reçoit les félicitations du préfet de la Gironde, Édouard de Mentque. Jules Chambrelent fait la connaissance de l'écrivain Edmond About, qui s’enthousiasmant pour les progrès accomplit à Saint-Alban, écrit et publie en 1857, Maître Pierre. L'ouvrage raconte comment, Maître Pierre, intelligent berger landais réussit à métamorphoser son désert natal malgré le scepticisme de ses compatriotes. Dans ce livre, qui connut une grande popularité, Maître Pierre est une transposition romanesque de Chambrelent. Cette même année 1857, parait la loi relative à l'assainissement et de mise en culture des Landes de Gascogne et les notations administratives portées sur Chambrelent se montrent plus sévères pour critiquer son ambition, son manque de franchise et son irascibilité.
Avant 1850, et donc avant que Chambrelent se fasse le propagandiste des théories de la sylviculture landaise, d’autres personnalités restées dans l’ombre l’avaient inventé. En 1826, Jean-Baptiste Billaudel, ingénieur des Ponts et Chaussées et gendre de Claude Deschamps publie Les Landes en mil-huit-cent-vingt-six  ou esquisse d'un plan général d'amélioration des landes de Bordeaux, que Chambrelent ne pouvait ignorer. En 1837, le comte de Puységur (1755-1848) fort des recommandations de Billaudel, projette l’ensemencement d’une forêt dans la commune de Saucats. En 1841, parait une brochure d’un auteur anonyme intitulée Vérités sur les Landes de la Gascogne, et sur la culture forestière des pins par un paysan des Landes. Dès la fin des années 1830, le marquis Toussaint Jean Hippolyte de Cornulier (1789-1862) anticipe les boisements du Second-Empire en créant en Lot-et-Garonne un domaine forestier de 10 000 hectares grâce à Edouard Petit des Rochettes, son directeur de culture.
Une centaine d'années auparavant en 1776, Guillaume Desbiey remportait un prix de l'Académie royale des sciences, belles-lettres et arts de Bordeaux pour son « Mémoire sur la meilleure manière de tirer parti les landes de Bordeaux quant à la culture et à la population », où il préconisait déjà la transformation de la landes par le pin maritime, après assainissement.
Néanmoins, une rivalité oppose Chambrelent à Henri Crouzet, également ingénieur des Ponts et Chaussées, du même âge que lui. Henri Crouzet (1818-1880) mis en œuvre les travaux d’assainissement de la loi de 1857 dans les Landes, alors que l’ingénieur Louis Malaure (1808-1886) le fit en Gironde. Crouzet invente en 1855 un puits d’eau potable à parois imperméables et à fond filtrant dit « puits filtrant » qui permit d’améliorer grandement la santé publique de la population de la Grande-Lande et dont Chambrelent s'octroya la paternité. Quelques mois après la sortie de Maître Pierre d'Edmond About, paraît en 1858 Le dernier pasteur des Landes, un roman de Jean-Baptiste Lescarret (1818-1898). Dans cet ouvrage le héros est un ingénieur nommé Monsieur Henri, qui évoque Henri Crouzet. L’auteur se dresse contre la thèse selon laquelle la transformation des communaux en forêts de pins maritimes, imposée par la loi de 1857, a été une grande chance pour les Landes et dont Napoléon III aurait été le bienfaiteur.
Chambrelent est promu ingénieur en chef de 2e classe en 1865, ce qui montre qu'il est loin d'être le principal responsable des Ponts et Chaussées en Gironde au moment de la préparation et de la mise en application de la loi de 1857 pour laquelle il se prétend l'instigateur. Il prend en charge le service hydraulique de la Gironde à la suite de l'ingénieur Louis Malaure pour quelques mois avant de rejoindre un poste à Digne (Basses-Alpes) de responsable de l'irrigation.  Après un bref séjour à Digne, il rejoint un poste à Limoges, où il retrouve dans cette ville un ancien camarade de Polytechnique, Pierre-Edmond Teisserenc de Bort, futur ministre de l'agriculture en avril 1872 de la nouvelle Troisième république. Le 1er juin 1872, après  la chute du Second-Empire, Jules Chambrelent grâce à cet appui fait son retour à Bordeaux comme responsable du service hydraulique de la Gironde. Ses premières interventions, consistent à combattre les incendies qui menacent les forêts nouvellement créées. En 1877, le gouvernement lui demande de faire un bilan par commune de la loi 1857. À la suite du succès de la nouvelle présentation de ces travaux à l'Exposition universelle de 1878, il est promu au grade d'inspecteur général en 1879 chargé des travaux d'hydraulique agricole. À ce titre il dirige les études de la dérivation des eaux du Rhône pour permettre l'irrigation du Languedoc, ainsi que la mise en culture par irrigation de la Camargue. À la suite d'un orage s'étant produit le 21 juillet 1882 dans la vallée de l'Isère, Jules Chambrelent, alors inspecteur général des ponts et chaussées et de l'hydraulique remet un rapport au ministre de l'Agriculture en 1883 préconisant le reboisement pour fixer les torrents. Il est admis à la retraite en 1882 et se retire dans son domaine de Saint-Alban.
Il est membre de l'Académie d'agriculture de France en 1879 et de la section d’Économie rurale de l'Académie des sciences en 1891.
Chambrelent publie en 1887 Les Landes de Gascogne : leur assainissement, leur mise en culture, exploitation et débouchés de leurs produits, « véritable apologie de son œuvre ou de celle qu’il s’attribue » selon Jacques Sargos et son grand-père Roger Sargos.
Chambrelent meurt le 11 novembre 1893. Le président Sadi Carnot envoie à son fils aîné une lettre de condoléance dans laquelle il parlait du « grand Chambrelent ».
En 1907, le Touring Club de France rend hommage à Chambrelent en faisant ériger un obélisque sur les lieux de ses travaux à Cestas-Pierroton. Une plaque porte encore ses mots « Il assainit et embellit la Lande, et porta l'aisance dans un pays déshérité ».
Le 2 août 1943 pour le cinquantième anniversaire de sa mort, à l`initiative du président du Comité régional de gestion des groupements interprofessionnels forestiers, une cérémonie solennelle célébrait, dans le grand amphithéâtre des Facultés des Sciences et des Lettres de Bordeaux, l`œuvre de Chambrelent .

## Famille
- Nicolas Chambrelent (1694-1748) vigneron à Labruyère (Oise) marié avec Marie Louise Damien (1698-1774)
  - François Chambrelent (1735-1825), procureur au bailliage et présidial de Senlis, marié en 1771 avec Françoise Philippine Sallentin
    - Louis Théodore Chambrelent (1773-1844) marié en 1814 avec Anne Pauline Aimée Lechevalier (1787-1859)
      - André Louis François Chambrelent (1815-1875)
        - Paul André Jacques Jules Chambrelent (1858-1892) marié à Louise Camille Madeleine Angélanie Delorme
          - André Auguste Paul Chambrelent[19] (1886- ), homme de lettres

      - Jules François Hilaire Chambrelent[20] (1817-1893) marié en premières noces à Bordeaux en 1845, avec Marie Émery décédée, marié en secondes noces à Bordeaux en 1853, avec Louise « Eudora » Gras (1826-?)
        - Arthur Chambrelent (1850-1871), fils de Marie Emery
        - Jean Baptiste Paul François Jules Chambrelent[21] (1854-1922), professeur de médecine[22]
        - André Chambrelent (1855-1911)
        - Gaston Chambrelent (1859-1864)
        - Alphonse Chambrelent (1866-1904)

      - Françoise Catherine Sainte-Maxence Chambrelent (1818-? )
      - Louis François Théodore Chambrelent (1820-? )
      - Maxence Appoline Chambrelent (1822-1881)

## Publications
- Les Landes de Gascogne : leur assainissement, leur mise en culture, exploitation et débouchés de leurs produits, Paris, Baudry et Cie, 1887, 125 p. (lire en ligne)
- Les irrigations agricoles faites en France de 1866 à 1886 , Gauthier-Villars et fils imprimeurs-libraires, Paris, 1888 (lire en ligne)
- « Le reboisement et les travaux publics », dans Revue des eaux et forêts, 1883, tome 22, p. 359-368 (lire en ligne)
- « Fixation des torrents et boisement des montagnes », dans Comptes rendus hebdomadaires des séances de l'Académie des sciences, 1893, p. 469-475 (lire en ligne)

## Distinction
- Officier de la Légion d'honneur, en 1855[23].